# Lomatogonium lijiangense
Lomatogonium lijiangense là một loài thực vật có hoa trong họ Long đởm. Loài này được T.N. Ho mô tả khoa học đầu tiên năm 1982.